# Attaque contre Omar García Harfuch
Guerre de la drogue au Mexique
Batailles
L'attaque contre Omar García Harfuch est une opération armée organisée et menée sur instruction du cartel de Jalisco Nouvelle Génération, le 26 juin 2020, visant à tuer le secrétaire à la sécurité de la ville de Mexico. L'attaque a lieu dans la colonia Lomas de Chapultepec alors que Omar García Harfuch (es) et son escorte se rendent vers le centre de Mexico. L'opération est un échec : García Harfuch est blessé, deux membres de son escorte sont tués et, rapidement, plusieurs assaillants sont appréhendés. Cependant, l'attaque provoque de vives réactions, car il s'agit de la première attaque d'ampleur de narcotrafiquants au sein même de la ville de Mexico et qu'elle vise un membre haut placé de la lutte contre les cartels.

## Omar García Harfuch
Omar García Harfuch est un policier originaire de Cuernavaca (Morelos) qui, depuis le 4 octobre 2019, est le secrétaire à la sécurité de la ville de Mexico, succédant à Jesús Orta Martínez. Il est le fils de Javier García Paniagua, qui fut directeur de la Dirección Federal de Seguridad (« Direction fédérale de la sécurité, DFS ») entre 1977 et 1978, puis président du Parti révolutionnaire institutionnel en 1981, et de l'actrice María Harfuch Hidalgo. Son grand-père, Marcelino García Barragán, fut le Secrétariat à la Défense nationale du président Gustavo Díaz Ordaz et joua un rôle dans le massacre de Tlatelolco. Du reste, Omar García Harfuch est diplômé de droit à l'Universidad Continental (Pérou) et diplômé en sécurité publique à l'Universidad del Valle de Mexico. García Harfuch rejoint la police fédérale en 2008, il travaille notamment à la police de Guerrero, puis prend la tête de l'Agencia de Investigación Criminal (« Agence d'Investigation Criminelle, AIC ») en 2016,,,.

## Prémices
Les forces de sécurité mexicaines (l'armée, la marine et le gouvernement) savent deux semaines avant l'attaque que le Cartel de Jalisco Nouvelle Génération (CJNG) organise un assaut contre un fonctionnaire mexicain de haut rang. En effet, au cours de la semaine du 8 juin 2020, le Centro Nacional de Inteligencia (« Centre National de Renseignement, CNI ») détecte un appel entre des membres du CJNG dans lequel il est évoqué une attaque contre des fonctionnaires. Le CNI partage l'information au président, Andrés Manuel López Obrador, pendant une réunion tenue au Palais national.
Trois semaines avant l'attaque, 28 sicarios sont engagés par le CJNG pour mener l'opération et de l'argent leur est promis en retour. Le CNI liste quatre cibles potentielles. Elles voient proposer un renforcement de leur sécurité par des membres de la Garde nationale du Mexique :
- Marcelo Ebrard : Secrétaire des Relations extérieures. Il est visé à cause de l’extradition de Rubén « El Menchito » Oseguera González, fils de Nemesio « El Mencho » Oseguera Cervantes, leader du CJNG, vers les États-Unis le 21 février 2020[6].
- Alfonso Durazo Montaño : Secrétaire à la Sécurité et à la Protection citoyenne. Il est visé à cause des opérations menés contre le cartel.
- Santiago Nieto Castillo : Chef de l'Unité du renseignement financier. il est visé à cause du gel de 1939 comptes bancaires liés au CJNG.
- Omar García Harfuch : Secrétaire à la sécurité de la ville de Mexico. Il est visé à cause de l'arrestation de membres du CJNG.

| Photo de Marcelo Ebrard |
| Marcelo Ebrard          |

| Photo d'Alfonso Durazo Montaño |
| Alfonso Durazo Montaño         |

| Photo de Santiago Nieto Castillo |
| Santiago Nieto Castillo          |

| Photo d'Omar García Harfuch |
| Omar García Harfuch         |

Durant la nuit du 25 juin 2020, les attaquants sont divisés en quatre groupes de sept personnes, sont cagoulés et emmenés dans différents lieux. Dans ces lieux se trouvent les armes qu'ils utiliseront lors de l'assaut. Ils sont par la suite répartis à trois endroits différents de Miguel Hidalgo et de Cuauhtémoc, dans le but d’intercepter le convoi d'Omar García Harfuch. Ces trois points étaient, d'après les autorités, l'intersection de la rue Monte Blanco et de l'avenue Paseo de la Reforma, l’intersection des rues Florencia et Hamburgo et l'intersection de la rue Monte Blanco et de l'avenue Explanada.
| \| 1 2 3 \| Localisations des trois lieux choisis par le CJNG pour l'attaque : 1. Intersection Monte Blanco et Paseo de la Reforma (où s'est déroulée l'attaque) 2. Intersection Florencia et Hamburgo 3. Interesection Monte Blanco et Explanada |
| 1 2 3 |

## L'attaque
Dans la matinée du 26 juin 2020, Omar García Harfuch se dirige vers le centre-ville de Mexico en passant par l'avenue Paseo de la Reforma, l'avenue la plus importante de la ville, dans une voiture blindée, tout en étant escorté par une autre. Le quartier est un quartier aisé, où des ambassades sont présentes. À 6 h 35, lorsque les deux véhicules arrivent à l'intersection de la rue Monte Blanco et de l'avenue Paseo de la Reforma un camion et une Chevrolet Suburban blanche leur bloquent le passage. Plusieurs hommes armés descendent ensuite de ces véhicules et tirent sur le convoi, particulièrement à l'aide de Barrett M82. Ils tirent d'abord sur le moteur pour immobiliser le véhicule avant, dans lequel se trouvait García Harfuch, puis des assaillants encerclent cette voiture et tirent en direction de ses occupants. À 6 h 36, à la suite des appels radio de l'escorte, les premiers renforts arrivent sur place. À la fin de l'attaque, les hommes armés prennent la fuite vers le centre-ville, par l'avenue Paseo de la Reforma. Les assaillants qui étaient dans le camion prennent la fuite à pieds, après les autres, à 6 h 38. L'opération aurait duré 20 minutes d'après des témoins et aurait impliqué 13 véhicules, dont un Dodge Ram,,,,.
Au cours de l'attaque, 13 véhicules, dont certains blindés, furent utilisés par les assaillants, de même que cinq Barrett M82, un lance-grenades, huit armes de poing, 34 armes longues. En outre, une cinquantaine de cocktails Molotov étaient prêts à l'utilisation.

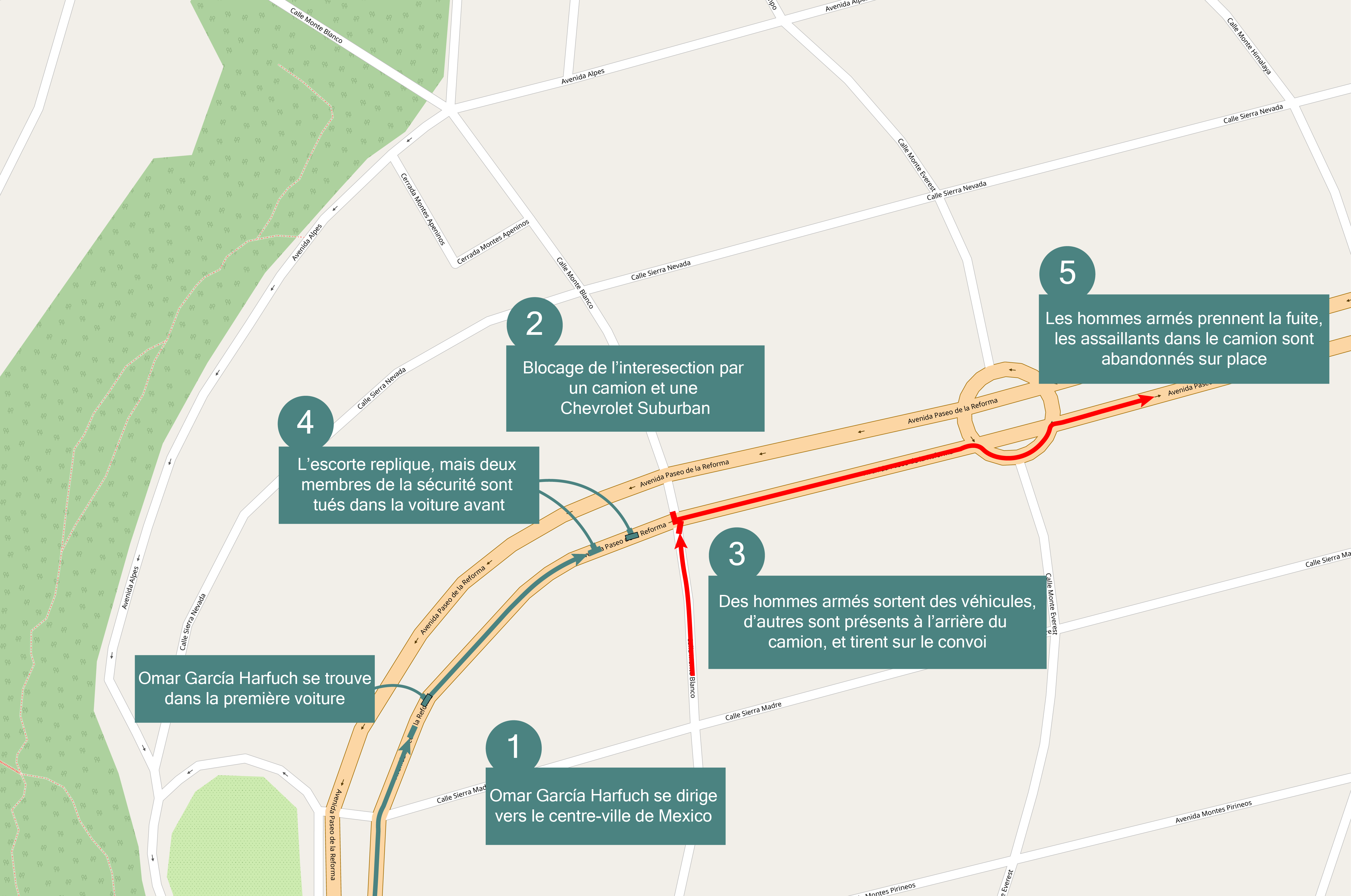
Résumé de l'attaque.
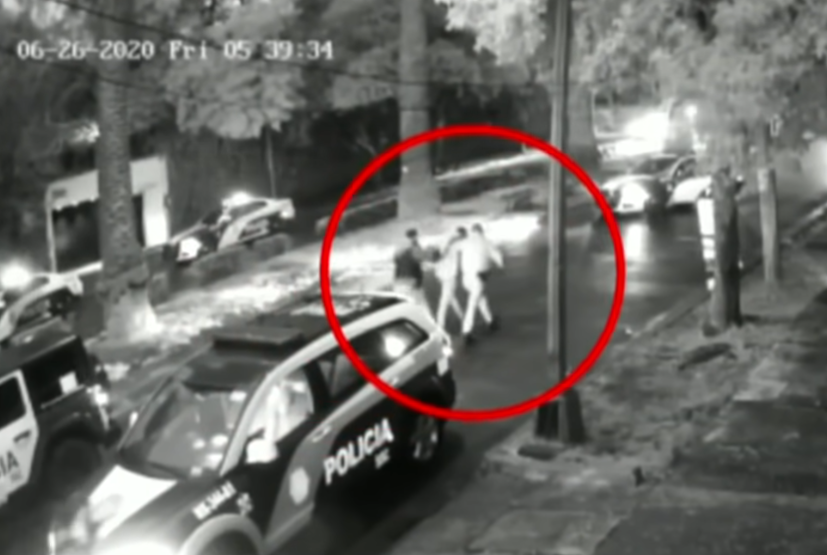
Arrestation par la police d'un des assaillants (en rouge).

## Bilan humain

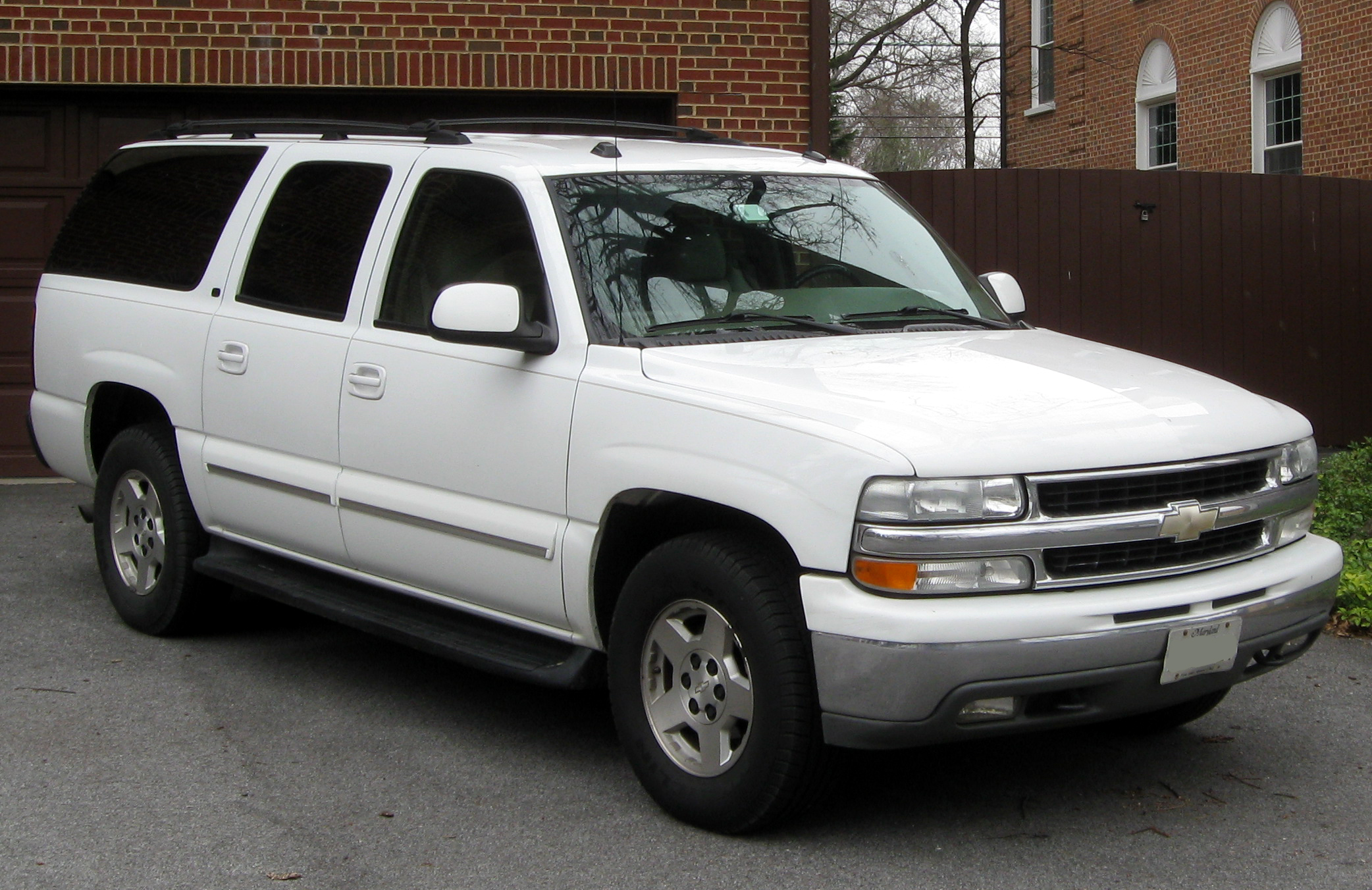
Chevrolet Suburban blanche, proche de celle utilisée dans l'attaque.

Deux membres de l'escorte d'Omar García Harfuch sont tués. Parmi eux, Rafael O., âgé de 41 ans, le chef de l'escorte. Il reçut 38 balles. Le deuxième membre de l'escorte à être tué est Édgar G., âgé de 47 ans. Il fut notamment membre de la Police d'Investigation (PDI). D'après Omar García Harfuch, Rafael O. décède en premier et Édgar G. en second. Quant à Omar García Harfuch, il reçoit trois balles, une dans l'épaule gauche, une dans la clavicule et une dans le genou, mais survit. Il est traité sur les lieux par des volontaires de la Croix-Rouge puis transporté à l’hôpital,,,,.
L'attaque entraîne aussi la mort d'une civile, Gabriela Gómez, âgée de 26 ans. Une autre femme de 23 ans, Bertseida García Soto, sa belle-sœur, est blessée. Le mari de Gabriela Gómez, José García Soto, est aussi blessé, tout comme sa sœur Tania Gómez Cervantes. La famille se rendait, depuis Xalatlaco, vers la station de métro Auditorio, où ils vendaient des antojitos depuis 10 ans,,.

## Suites de l'attaque

### Réactions
Trois heures après l'attaque, Omar García Harfuch publie un tweet depuis l’hôpital, désignant le CJNG comme auteur de l'attaque.

« Ce matin, nous avons été lâchement attaqués par le CJNG, deux de mes camarades et amis ont perdu la vie, j'ai trois impacts de balles et plusieurs éclats. Notre nation doit continuer à se dresser contre la lâcheté du crime organisé. Nous continuerons à travailler. »

— Omar García Harfuch, 26 juin 2020 (espagnol)
Le président Andrés Manuel López Obrador déclare que cet assaut prouve que les autorités de la capitale exercent une pression sur les gangs. D'autre part, Claudia Sheinbaum, chef du gouvernement de la ville de Mexico, fait savoir qu'il n'y aura pas de « retour en arrière ». Toutefois, concernant les auteurs, le secrétaire à la Sécurité et à la Protection citoyenne, Alfonso Durazo Montaño, préfère quant à lui garder toutes les hypothèses ouvertes, confirmant juste qu'il s'agissait d'une « organisation criminelle » à en juger par la « puissance de feu que montrent les images »,.
Quelques jours après l'attaque, se répand sur les réseaux sociaux une vidéo dans laquelle des individus profèrent de nouvelles menaces contre Omar García Harfuch. Ces individus font notamment mention de membres de la famille de García Harfuch qui ont occupé des postes importants au sein du Secrétariat à la Défense nationale et qui ont servi au Parti révolutionnaire institutionnel. Claudia Sheinbaum affirme que ces menaces « sont le résultat du travail qui a été fait au ministère de la sécurité publique, au sein du cabinet de sécurité en coordination avec le bureau du procureur général à Mexico »,.
Plusieurs mois après l'attaque, Omar Garcia Harfuch révèle de lui-même que le matin du 26 juin, il ne disposait pas d'un dispositif de sécurité adéquat et qu'aucun protocole n'avait été testé pour une telle situation.

### Titres de la presse
Au lendemain de l'attaque, le samedi 27 juin, la majorité des périodiques nationaux mexicains titrent sur l'événement. La Jornada publie en une El narco desafía al Estado en el corazón de México (« Les trafiquants de drogue défient l'État au cœur de Mexico »). Pour El Univeral, Primer atentado del narco en la CDMX (« Première attaque des trafiquants de drogue dans Mexico »). Excelsior titre Libra ataque del narco. La Prensa affiche Lo quieren muerto (« Ils le veulent mort »). El Sol de México écrit quant à lui El CJNG ordena atentado; cae el autor intelectual (« Le CJNG ordonne d'attaquer ; le cerveau tombe ») et La Razón de México écrit Condena y reacción tras atentado inédito (« Condamnations et réactions après une attaque sans précédent »).

### Membres du commando et objectifs de l'attaque
L'attaque aurait été menée par 28 personnes. Rapidement après l'événement, les autorités arrêtent 12 membres du commando puis les transportent vers les locaux de la Coordinación General de Investigación de Delitos de Alto Impacto à Azcapotzalco, unité du Bureau du Procureur Général. D'après le Bureau du procureur de la ville de Mexico (FGJCDMX), les assaillants ont été recrutés dans les villes de Mexico, de Guadalajara, dans les états de Nayarit, de Guerrero, de Chihuahua et de Michoacán. Un des assaillants est colombien,.
Le même jour, dans la soirée, deux autres membres présumés des attaquants sont arrêtés alors qu'ils circulent dans l'État de Mexico et après que la police ait émise un avis de recherche concernant un véhicule de la marque Jetta, des armes de gros calibre sont trouvés dans le coffre,. Deux membres du commando sont arrêtés dans la soirée du 26 juin 2020.
Les assaillants ignoraient la cible de l'attaque et s'étaient vus promettre une somme d'argent en retour. Certains d'entre eux arrivèrent dans Mexico la veille de l'opération. Tout en étant cagoulés, ils ont été répartis à plusieurs endroits, dont un hôtel de Toluca et à la mairie de Cuauhtémoc. Ils reçurent alors l'instruction en cas de capture par les autorités, de désigner Nicolás « El Gordo » Sierra Santana comme responsable de l'attaque. El Gordo est le leader de Los Viagras, groupe criminel rival du CJNG qui était premièrement un groupe d'autodéfense. Les attaquants devaient mettre le feu aux véhicules du convoi, mais ne purent pas le faire. Cependant, les téléphones qui furent récupérés sur les détenus ne contenaient rien.
José « El Vaca » Armando Briseño de los Santos, arrêté à Tláhuac, serait le chef du commando. Il est, d'après le Bureau du procureur général, un membre du CJNG au service de Julio César « El Tarjetas » Moreno Pinzón. El Vaca a aussi longtemps agi avec Carlos « El Viejón » Fernando Huerta, impliqué dans l'assassinat de deux bandits israéliens en 2019. El Vaca assure en outre l'entraînement de sicarios dans les montagnes de Puerto Vallarta. Omar García Harfuch rencontra des problèmes avec la bande d'El Vaca lorsqu'il fut directeur de l'AIC. En février 2018, deux membres de l'AIC à Puerto Vallarta sont repérés. Ils sont enlevés, filmés en récitant des aveux forcés, torturés et exécutés. Le 15 février, leurs corps sont retrouvés dans l'état de Nayarit. García Harfuch avait alors lancé une opération de représailles mobilisant 40 membres de l'AIC, sous la couverture de touristes. L'opération permit d'établir que le directeur adjoint de la police municipale locale avait remis les deux agents à des sicarios du CJNG. Cette découverte conduit à l'arrestation de 18 membres du CJNG, dont un chef, Mauricio « El Manotas » Valera Reyes,.

### Implication de l'ACME
L'ACME, un groupe criminel impliqué dans des vols de voiture et dans du racket, aurait collaboré avec le CJNG dans la mise en place de l'attaque. Ce groupe est principalement localisé dans Gustavo A. Madero. L'ACME s'est allié avec le CJNG dans le but de devenir plus puissant, et par la suite aurait extorqué des commerçants et se serait étendu plus largement dans l'État de Mexico. D'après l'enquête, des propriétés de Marianito, chef de l'ACME et ancien policier, ont servi au stockage des armes utilisées pendant l'attaque. De plus, un des véhicules employés au cours de l'attentat est parti depuis l'une de ces propriétés. Les armes seraient entrées dans Mexico depuis l'État de Mexico, l'ACME les auraient cachées jusqu'au 26 juin 2020, jour de l'attaque. Le lendemain, trois perquisitions sont menées à Gustavo A. Madero et de la cocaïne est retrouvée,.

### Faits ultérieurs
Après l'attaque, et la capture de nombreux membres du commando, l'Unidad de Inteligencia Financiera (« Cellule de Renseignement Financier, UIF ») gèle les compte de 127 personnes reliés à ces détenus. En particulier pour empêcher l'utilisation de l'argent donnée par le cartel à chaque membre de l'attaque, environ 100 000 pesos. Avant l'attentat, le 2 juin 2020, elle avait déjà gelée 2000 comptes bancaires liés au CJNG.
Deux membres du commando, Carlos David N et José María N, sont placés en détention préventive le 1er juillet 2020. Ils sont accusés d'homicide aggravé sur trois personnes, de tentative d'homicide aggravé sur cinq personnes et de port d'armes à l'usage exclusif de l'armée.